# UFC Fight Night: Hunt vs. Oliynyk
UFC Fight Night: Hunt vs. Oliynyk (também conhecido como UFC Fight Night 136) foi um evento de MMA produzido pelo Ultimate Fighting Championship no dia 15 de Setembro de 2018, no Olimpiyskiy Stadium em Moscovo. Foi o primeiro evento do UFC na Rússia.

## Bônus da Noite
Os lutadores receberam $50.000 de bônus:
- Luta da Noite:  Petr Yan;  Jin Soo Son não recebeu bônus devido a não ter batido o peso
- Performance da Noite:  Oleksiy Oliynyk,  Jan Błachowicz e  Magomed Ankalaev